# Sénestis
Sénestis é uma comuna francesa na região administrativa da Nova Aquitânia, no departamento Lot-et-Garonne. Estende-se por uma área de 11,48 km². Em 2010 a comuna tinha 214 habitantes (densidade: 18,6 hab./km²).